# Gilberto Muñoz Mosqueda
Gilberto Muñoz Mosqueda (San Juan del Río, Querétaro, 30 de septiembre de 1935-Salamanca, Guanajuato, 11 de mayo de 2019) fue un político y líder sindical mexicano, miembro del Partido Revolucionario Institucional, fue diputado federal y senador, así como secretario general del Sindicato Nacional de la Industria Química, Petroquímica, Carboquímica, Gases, Similares y Conexos de la República Mexicana, sucediendo en el cargo al líder sindical Hermenegildo J. Aldana, uno de los pilares de la Confederación de Trabajadores de México de México.

## Datos biográficos
Gran parte de su vida la vivió en el estado de Guanajuato, donde desarrolló su carrera política. Estudió durante un año en la Escuela de Medicina Veterinaria y luego un año de Derecho en la Universidad Autónoma de Querétaro.
En 1973 fue electo por primera ocasión diputado federal a la XLIX Legislatura en representación del Distrito 6 de Guanajuato, terminando su cargo en 1976; fue electo por segunda ocasión diputado por el mismo distrito para la LI Legislatura de 1979 a 1982 y por tercera ocasión a la LIV Legislatura de 1988 a 1991.
En 1976 fue electo secretario general del Sindicato Nacional de la Industria Química, Petroquímica, Carboquímica, Gases, Similares y Conexos de la República Mexicana, cargo en el que se reeligió de forma consecutiva hasta su muerte en 2019. De 1982 a 1988 fue senador por el estado de Guanajuato a las LII y LIII Legislaturas en segunda fórmula.
El 11 de mayo de 2019 murió a consecuencia de un ataque con armas de fuego mientras circulaba en su vehículo en la ciudad de Salamanca, donde residía.